# سد گورناب
سد گورناب (به لاتین: Goreangab Dam) یک سد در نامیبیا است که در Windhoek, Khomas Region واقع شده‌است.